# Municipio de Bennington (Minnesota)
El municipio de Bennington (en inglés: Bennington Township) es un municipio ubicado en el condado de Mower en el estado estadounidense de Minnesota. En el año 2010 tenía una población de 169 habitantes y una densidad poblacional de 1,81 personas por km².

## Geografía
El municipio de Bennington se encuentra ubicado en las coordenadas 43°37′50″N 92°30′34″O / 43.63056, -92.50944. Según la Oficina del Censo de los Estados Unidos, el municipio tiene una superficie total de 93.6 km², de la cual 93,6 km² corresponden a tierra firme y (0 %) 0 km² es agua.

## Demografía
Según el censo de 2010, había 169 personas residiendo en el municipio de Bennington. La densidad de población era de 1,81 hab./km². De los 169 habitantes, el municipio de Bennington estaba compuesto por el 98,82 % blancos y el 1,18 % eran de una mezcla de razas. Del total de la población el 0 % eran hispanos o latinos de cualquier raza.